# Noruega nos Jogos Olímpicos de Inverno de 2010

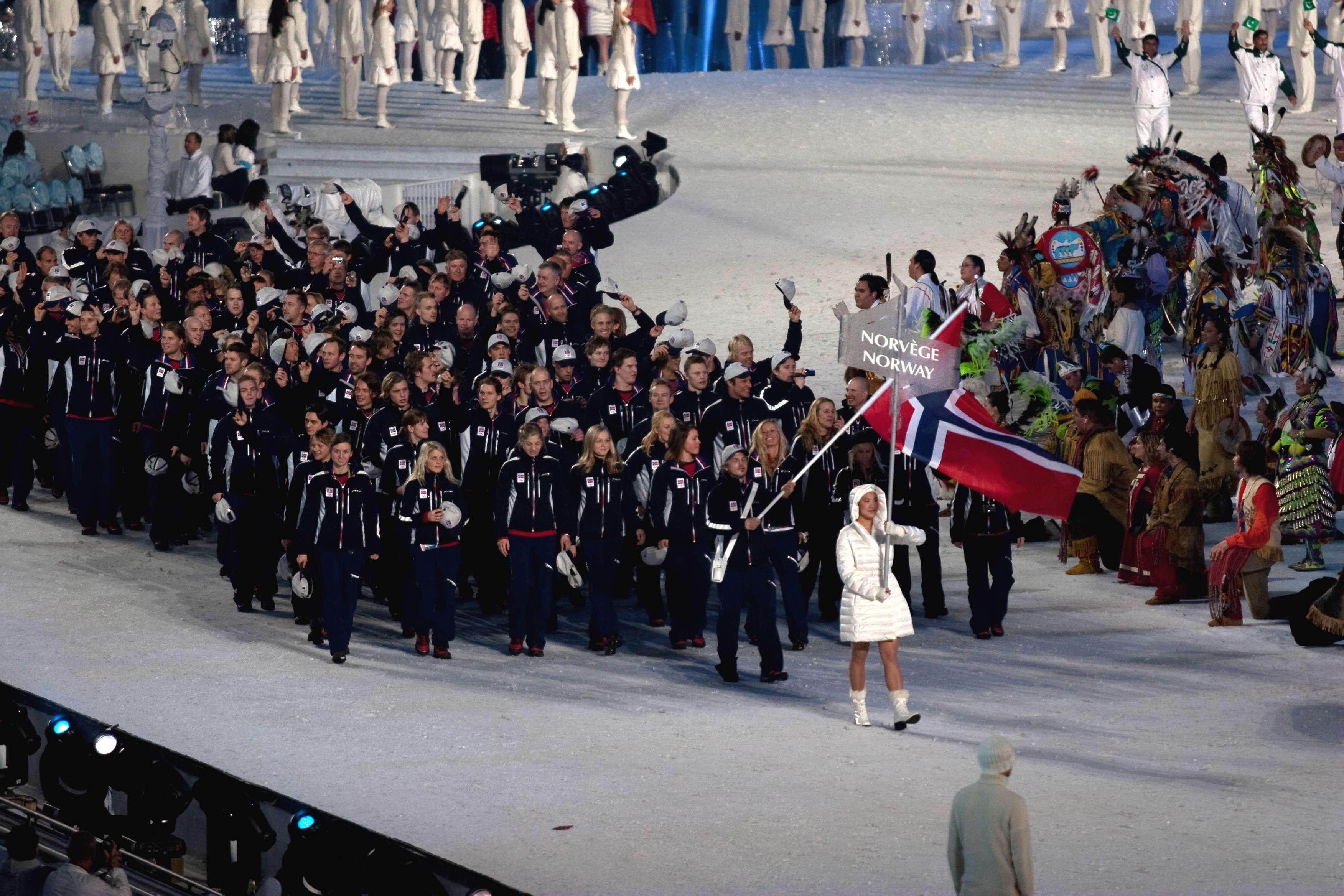
Delegação norueguesa durante a cerimônia de abertura.

A Noruega participou dos Jogos Olímpicos de Inverno de 2010, realizados em Vancouver, no Canadá. O país esteve em todas as edições de Jogos Olímpicos de Inverno já realizadas.

### 

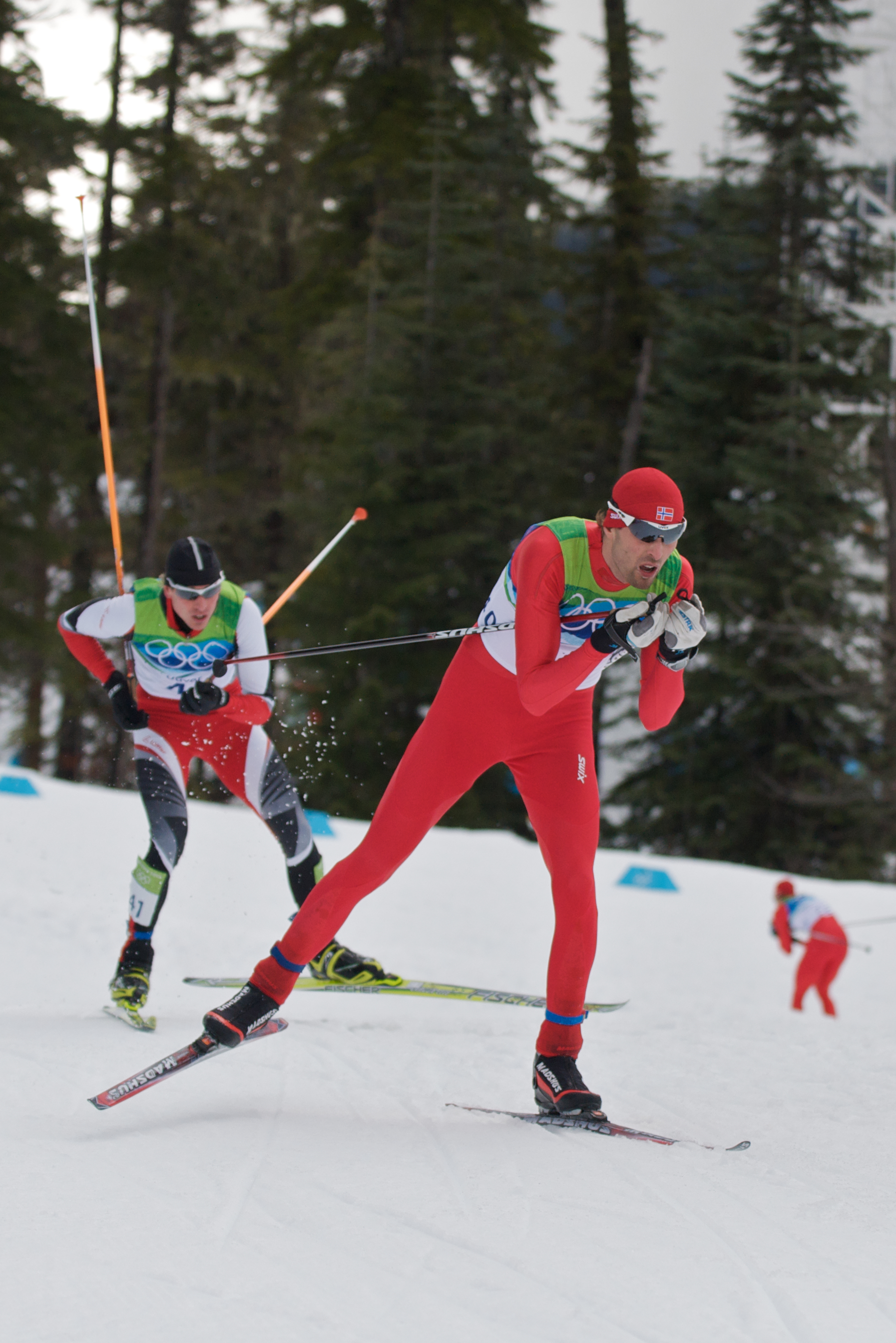
Magnus Moan, em primeiro plano, durante a prova individual pista normal.

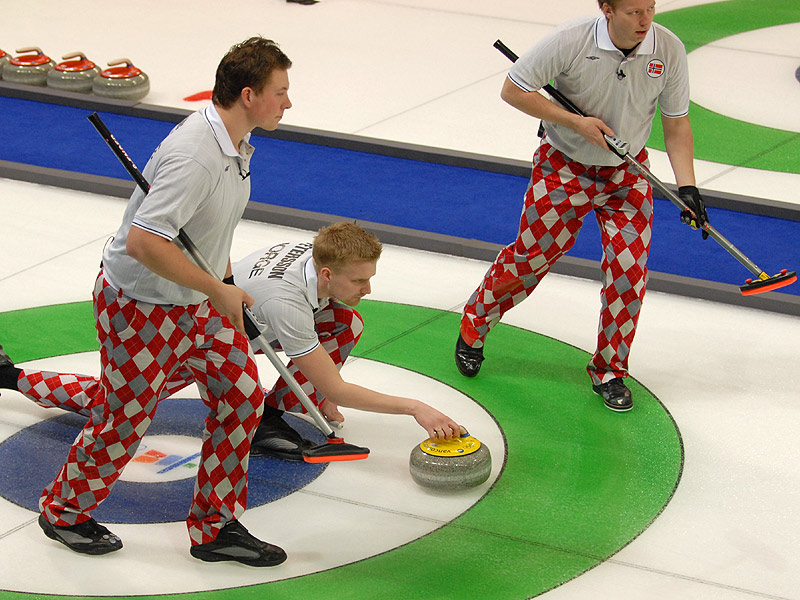
Equipe norueguesa em ação durante os Jogos.

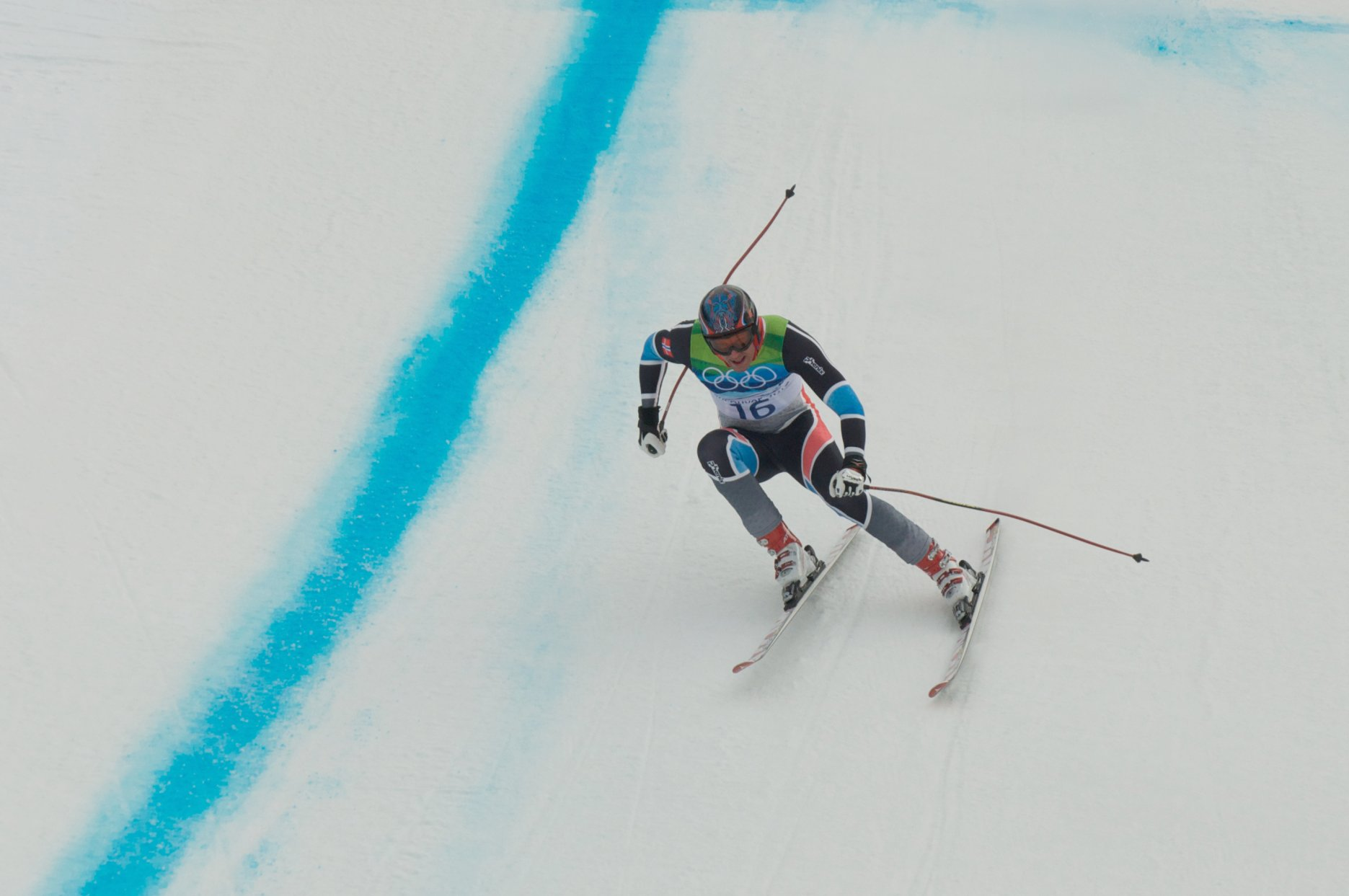
Aksel Lund Svindal na descida do downhill, onde viria a conquistar a prata.

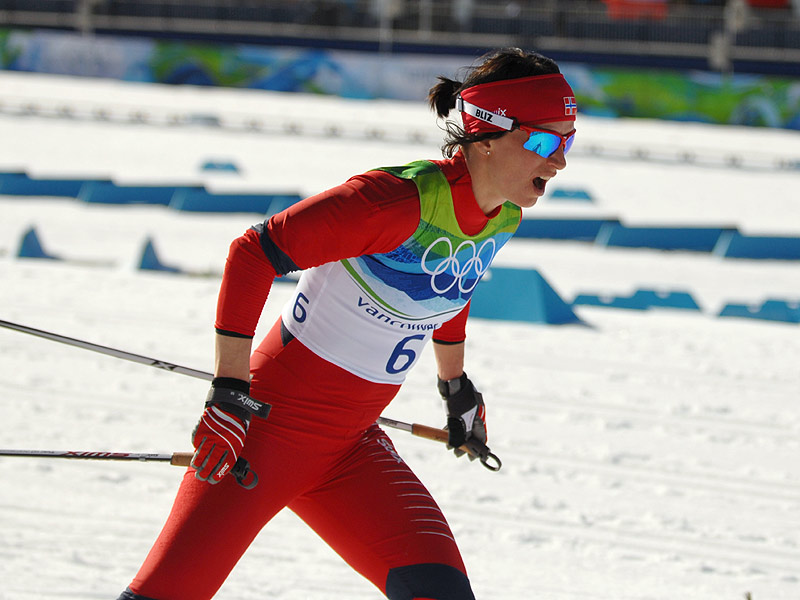
Marit Bjørgen conquistou cinco medalhas em Vancouver.

## Medalhas
| Atleta                                                                           | Esporte                 | Evento                           | Medalha |
| -------------------------------------------------------------------------------- | ----------------------- | -------------------------------- | ------- |
| Marit Bjørgen                                                                    | Esqui cross-country     | Velocidade individual feminino   | Ouro    |
| Tora Berger                                                                      | Biatlo                  | Individual feminino              | Ouro    |
| Emil Hegle Svendsen                                                              | Biatlo                  | Individual masculino             | Ouro    |
| Aksel Lund Svindal                                                               | Esqui alpino            | Super-G masculino                | Ouro    |
| Marit Bjørgen                                                                    | Esqui cross-country     | Perseguição combinada feminina   | Ouro    |
| Øystein Pettersen Petter Northug                                                 | Esqui cross-country     | Velocidade por equipes masculino | Ouro    |
| Vibeke Skofterud Therese Johaug Kristin Størmer Steira Marit Bjørgen             | Esqui cross-country     | Revezamento 4x5 km feminino      | Ouro    |
| Halvard Hanevold Tarjei Bø Emil Hegle Svendsen Ole Einar Bjørndalen              | Biatlo                  | Revezamento masculino            | Ouro    |
| Petter Northug                                                                   | Esqui cross-country     | Largada coletiva masculina       | Ouro    |
| Emil Hegle Svendsen                                                              | Biatlo                  | Velocidade masculino             | Prata   |
| Aksel Lund Svindal                                                               | Esqui alpino            | Downhill masculino               | Prata   |
| Ole Einar Bjørndalen                                                             | Biatlo                  | Individual masculino             | Prata   |
| Hedda Berntsen                                                                   | Esqui estilo livre      | Ski cross feminino               | Prata   |
| Kjetil Jansrud                                                                   | Esqui alpino            | Slalom gigante masculino         | Prata   |
| Martin Johnsrud Sundby Odd-Bjørn Hjelmeset Lars Berger Petter Northug            | Esqui cross-country     | Revezamento 4x10 km masculino    | Prata   |
| Marit Bjørgen                                                                    | Esqui cross-country     | Largada coletiva feminina        | Prata   |
| Thomas Ulsrud Torger Nergård Christoffer Svae Håvard Vad Petersson Thomas Løvold | Curling                 | Masculino                        | Prata   |
| Marit Bjørgen                                                                    | Esqui cross-country     | 10 km livre feminino             | Bronze  |
| Petter Northug                                                                   | Esqui cross-country     | Velocidade individual masculino  | Bronze  |
| Håvard Bøkko                                                                     | Patinação de velocidade | 1500 m masculino                 | Bronze  |
| Audun Grønvold                                                                   | Esqui estilo livre      | Ski cross masculino              | Bronze  |
| Anders Bardal Tom Hilde Johan Remen Evensen Anders Jacobsen                      | Salto de esqui          | Pista longa por equipes          | Bronze  |
| Aksel Lund Svindal                                                               | Esqui alpino            | Slalom gigante masculino         | Bronze  |

## Desempenho

### Biatlo
Feminino
| Atleta                                                                | Evento            | Final     | Final       | Final           |
| Atleta                                                                | Evento            | Tempo     | Penalidades | Posição         |
| --------------------------------------------------------------------- | ----------------- | --------- | ----------- | --------------- |
| Liv Kjersti Eikeland                                                  | Velocidade        | 22:51.9   | 4 (1+3)     | 70º             |
| Liv Kjersti Eikeland                                                  | Individual        | 48:00.7   | 5 (0+1+1+3) | 70º             |
| Ann Kristin Flatland                                                  | Velocidade        | 20:29.7   | 1 (0+1)     | 10º             |
| Ann Kristin Flatland                                                  | Perseguição       | 31:33.3   | 1 (1+0+0+0) | 8º              |
| Ann Kristin Flatland                                                  | Individual        | 43:06.4   | 2 (0+1+1+0) | 14º             |
| Ann Kristin Flatland                                                  | Largada coletiva  | 36:16.0   | 4 (0+2+1+1) | 11º             |
| Gro Kristiansen                                                       | Velocidade        | 22:41.0   | 5 (3+2)     | 66º             |
| Solveig Rogstad                                                       | Individual        | 46:55.1   | 4 (2+1+0+1) | 61º             |
| Tora Berger                                                           | Velocidade        | 21:42.1   | 2 (1+1)     | 33º             |
| Tora Berger                                                           | Perseguição       | 31:07.2   | 0 (0+0+0+0) | 5º              |
| Tora Berger                                                           | Individual        | 40:52.8   | 1 (0+0+0+1) | Medalha de ouro |
| Tora Berger                                                           | Largada coletiva  | 36:58.3   | 4 (1+0+1+2) | 18º             |
| Liv Kjersti Eikeland Ann Kristin Flatland Solveig Rogstad Tora Berger | Revezamento 4x5km | 1:10:34.1 | 0+1 0+2     | 4º              |

Masculino
| Atleta                                                              | Evento              | Final     | Final       | Final            |
| Atleta                                                              | Evento              | Tempo     | Penalidades | Posição          |
| ------------------------------------------------------------------- | ------------------- | --------- | ----------- | ---------------- |
| Ole Einar Bjørndalen                                                | Velocidade          | 25:48.9   | 4 (3+1)     | 17º              |
| Ole Einar Bjørndalen                                                | Perseguição         | 34:29.8   | 2 (0+0+0+2) | 7º               |
| Ole Einar Bjørndalen                                                | Individual          | 48:32.0   | 2 (0+1+0+1) | Medalha de prata |
| Ole Einar Bjørndalen                                                | Largada coletiva    | 37:46.5   | 7 (1+2+3+1) | 27º              |
| Tarjei Bø                                                           | Individual          | 51:51.5   | 1 (1+0+1+1) | 21º              |
| Lars Berger                                                         | Velocidade          | 26:53.0   | 4 (2+2)     | 46º              |
| Lars Berger                                                         | Perseguição         | 35:37.2   | 2 (0+0+0+2) | 23º              |
| Halvard Hanevold                                                    | Velocidade          | 26:07.7   | 1 (1+0)     | 24º              |
| Halvard Hanevold                                                    | Perseguição         | 35:13.1   | 2 (1+1+0+0) | 17º              |
| Halvard Hanevold                                                    | Largada coletiva    | 36:56.6   | 3 (0+1+0+2) | 19º              |
| Alexander Os                                                        | Individual          | 52:19.8   | 3 (0+0+2+1) | 28º              |
| Emil Hegle Svendsen                                                 | Velocidade          | 24:20.0   | 1 (1+0)     | Medalha de prata |
| Emil Hegle Svendsen                                                 | Perseguição         | 34:30.4   | 4 (0+1+2+1) | 8º               |
| Emil Hegle Svendsen                                                 | Individual          | 48:22.5   | 1 (0+0+0+1) | Medalha de ouro  |
| Emil Hegle Svendsen                                                 | Largada coletiva    | 36:20.7   | 3 (0+0+1+2) | 13º              |
| Halvard Hanevold Tarjei Bø Emil Hegle Svendsen Ole Einar Bjørndalen | Revezamento 4x7,5km | 1:21:38.1 | 0+5 0+2     | Medalha de ouro  |

### Combinado nórdico
| Atleta                                         | Evento            | Salto de esqui | Salto de esqui | Cross-country | Cross-country | Cross-country |
| Atleta                                         | Evento            | Pts            | Pos.           | Déficit       | Tempo         | Pos.          |
| ---------------------------------------------- | ----------------- | -------------- | -------------- | ------------- | ------------- | ------------- |
| Petter Tande                                   | Pista normal 10km | 116.0          | 22°            | +1:18         | +1:00.1       | 17°           |
| Petter Tande                                   | Pista longa 10km  | 109.8          | 10º            | +1:09         | +38.3         | 6°            |
| Magnus Moan                                    | Pista normal 10km | 104.0          | 40°            | +2:06         | +35.6         | 9°            |
| Magnus Moan                                    | Pista longa 10km  | 91.7           | 28º            | +2:21         | +1:37.0       | 15°           |
| Mikko Kokslien                                 | Pista normal 10km | 101.5          | 42°            | +2:16         | +1:52.1       | 32°           |
| Mikko Kokslien                                 | Pista longa 10km  | 64.2           | 45º            | +3:51         | +4:02.0       | 39°           |
| Jan Schmid                                     | Pista normal 10km | 110.0          | 33°            | +1:42         | +1:22.5       | 23°           |
| Espen Rian                                     | Pista longa 10km  | 104.2          | 19º            | +1:31         | +3:39.9       | 35°           |
| Jan Schmid Espen Rian Petter Tande Magnus Moan | Equipes           | 468.4          | 7º             | +0:51         | +54.3         | 5º            |

### Curling
Masculino
| Equipe                                                                            | Primeira fase | Primeira fase | Play-off               | Semifinal              | Final                  | Pos.             |
| Equipe                                                                            | Adversário e resultado | Pos.          | Adversário e resultado | Adversário e resultado | Adversário e resultado | Pos.             |
| --------------------------------------------------------------------------------- | --- | ------------- | ---------------------- | ---------------------- | ---------------------- | ---------------- |
| Thomas Ulsrud Torger Nergaard Håvard Vad Petersson Christoffer Svae Thomas Løvold | CAN Canadá D 6–7 USA Estados Unidos V 6–5 GER Alemanha V 7–4 SUI Suíça V 7–4 CHN China V 7–5 DEN Dinamarca V 6–3 SWE Suécia D 7–8 FRA França V 9–2 GBR Grã-Bretanha V 9–5 | 2º            |                        | SUI Suíça V 7–5        | CAN Canadá D 3–6       | Medalha de prata |

### Esqui alpino
Feminino
| Atleta      | Evento         | Corrida 1 | Corrida 2 | Total   | Pos. |
| ----------- | -------------- | --------- | --------- | ------- | ---- |
| Mona Løseth | Combinado      | 1:27.72   | 44.96     | 2:12.68 | 13º  |
| Mona Løseth | Slalom         | 54.53     | DNF       | DNF     | DNF  |
| Mona Løseth | Slalom gigante | DNF       | DNF       | DNF     | DNF  |
| Mona Løseth | Super-G        |           |           | 1:23.97 | 21º  |

Masculino
| Atleta               | Evento         | Corrida 1 | Corrida 2 | Total   | Pos.              |
| -------------------- | -------------- | --------- | --------- | ------- | ----------------- |
| Leif Kristian Haugen | Slalom gigante | 1:19.58   | 1:22.10   | 2:41.78 | 28º               |
| Leif Kristian Haugen | Slalom         | DNF       | DNF       | DNF     | DNF               |
| Kjetil Jansrud       | Downhill       |           |           | 1:56.69 | 31º               |
| Kjetil Jansrud       | Combinado      | 1:55.44   | 51.06     | 2:46.50 | 9º                |
| Kjetil Jansrud       | Slalom         | 49.54     | 52.03     | 1:41.57 | 17º               |
| Kjetil Jansrud       | Slalom gigante | 1:18.07   | 1:20.15   | 2:38.22 | Medalha de prata  |
| Kjetil Jansrud       | Super-G        |           |           | 1:31.21 | 12º               |
| Truls Ove Karlsen    | Downhill       |           |           | 1:59.52 | 46º               |
| Truls Ove Karlsen    | Combinado      | 1:57.32   | 51.99     | 2:49.31 | 22º               |
| Truls Ove Karlsen    | Slalom         | DNF       | DNF       | DNF     | DNF               |
| Truls Ove Karlsen    | Slalom gigante | 1:18.93   | 1:21.27   | 2:40.20 | 21º               |
| Truls Ove Karlsen    | Super-G        |           |           | DNF     | DNF               |
| Lars Elton Myhre     | Downhill       |           |           | 1:56.69 | 31º               |
| Lars Elton Myhre     | Combinado      | 1:55.44   | DNF       | DNF     | DNF               |
| Lars Elton Myhre     | Slalom         | DNF       | DNF       | DNF     | DNF               |
| Lars Elton Myhre     | Super-G        |           |           | 1:32.36 | 25º               |
| Aksel Lund Svindal   | Downhill       |           |           | 1:54.38 | Medalha de prata  |
| Aksel Lund Svindal   | Combinado      | 1:53.15   | DNF       | DNF     | DNF               |
| Aksel Lund Svindal   | Slalom gigante | 1:17.43   | 1:21.01   | 2:38.44 | Medalha de bronze |
| Aksel Lund Svindal   | Super-G        |           |           | 1:30.34 | Medalha de ouro   |

### Esqui cross-country
Feminino
| Atleta                                                               | Evento                 | Qualificatória | Qualificatória | Quartas-de-final | Quartas-de-final | Semifinal   | Semifinal   | Final       | Final             |
| Atleta                                                               | Evento                 | Tempo          | Pos.           | Tempo            | Pos.             | Tempo       | Pos.        | Tempo       | Pos.              |
| -------------------------------------------------------------------- | ---------------------- | -------------- | -------------- | ---------------- | ---------------- | ----------- | ----------- | ----------- | ----------------- |
| Marit Bjørgen                                                        | 10 km livre            |                |                |                  |                  |             |             | 25:14.3     | Medalha de bronze |
| Marit Bjørgen                                                        | Perseguição combinada  |                |                |                  |                  |             |             | 39:58.1     | Medalha de ouro   |
| Marit Bjørgen                                                        | Largada coletiva       |                |                |                  |                  |             |             | 1:30:34.0   | Medalha de prata  |
| Marit Bjørgen                                                        | Velocidade             | 3:38.05        | 1º             | 3:35.4           | 1º               | 3:39.3      | 1º          | 3:39.2      | Medalha de ouro   |
| Kristin Størmer Steira                                               | 10 km livre            |                |                |                  |                  |             |             | 25:50.5     | 8º                |
| Kristin Størmer Steira                                               | Perseguição combinada  |                |                |                  |                  |             |             | 40:07.5     | 4º                |
| Kristin Størmer Steira                                               | Largada coletiva       |                |                |                  |                  |             |             | 1:32:04.4   | 8º                |
| Vibeke Skofterud                                                     | 10 km livre            |                |                |                  |                  |             |             | 26:16.3     | 22º               |
| Vibeke Skofterud                                                     | Perseguição combinada  |                |                |                  |                  |             |             | DNF         | DNF               |
| Marthe Kristoffersen                                                 | 10 km livre            |                |                |                  |                  |             |             | 27:38.4     | 48º               |
| Marthe Kristoffersen                                                 | Largada coletiva       |                |                |                  |                  |             |             | 1:34:31.1   | 20º               |
| Therese Johaug                                                       | Perseguição combinada  |                |                |                  |                  |             |             | 40:50.0     | 6º                |
| Therese Johaug                                                       | Largada coletiva       |                |                |                  |                  |             |             | 1:32:01.3   | 7º                |
| Celine Brun-Lie                                                      | Velocidade             | 3:44.71        | 8º             | 3:39.7           | 3º               | 3:40.1      | 3º          | 3:51.5      | 6º                |
| Astrid Uhrenholdt Jacobsen                                           | Velocidade             | 3:45.01        | 11º            | 3:39.0           | 2º               | 3:44.2      | 3º          | Não avançou | Não avançou       |
| Maiken Caspersen Falla                                               | Velocidade             | 3:50.23        | 28º            | 3:41.6           | 4º               | Não avançou | Não avançou | Não avançou | Não avançou       |
| Astrid Uhrenholdt Jacobsen Celine Brun-Lie                           | Velocidade por equipes |                |                |                  |                  | 18:47.2     | 2º          | 18:32.8     | 5º                |
| Vibeke Skofterud Therese Johaug Kristin Størmer Steira Marit Bjørgen | Revezamento 4x5 km     |                |                |                  |                  |             |             | 55:19.5     | Medalha de ouro   |

Masculino
| Atleta                                                                | Evento                 | Qualificatória | Qualificatória | Quartas-de-final | Quartas-de-final | Semifinal | Semifinal | Final       | Final             |
| Atleta                                                                | Evento                 | Tempo          | Pos.           | Tempo            | Pos.             | Tempo     | Pos.      | Tempo       | Pos.              |
| --------------------------------------------------------------------- | ---------------------- | -------------- | -------------- | ---------------- | ---------------- | --------- | --------- | ----------- | ----------------- |
| Tord Asle Gjerdalen                                                   | 15 km livre            |                |                |                  |                  |           |           | 35:10.5     | 28º               |
| Tord Asle Gjerdalen                                                   | Perseguição combinada  |                |                |                  |                  |           |           | 1:17:04.5   | 19º               |
| Martin Johnsrud Sundby                                                | 15 km livre            |                |                |                  |                  |           |           | 35:26.3     | 33º               |
| Martin Johnsrud Sundby                                                | Perseguição combinada  |                |                |                  |                  |           |           | 1:17:04.5   | 18º               |
| Martin Johnsrud Sundby                                                | Largada coletiva       |                |                |                  |                  |           |           | 2:05:57.7   | 15º               |
| Petter Northug                                                        | 15 km livre            |                |                |                  |                  |           |           | 35:39.5     | 41º               |
| Petter Northug                                                        | Perseguição combinada  |                |                |                  |                  |           |           | 1:15:53.1   | 11º               |
| Petter Northug                                                        | Largada coletiva       |                |                |                  |                  |           |           | 2:05:35.5   | Medalha de ouro   |
| Petter Northug                                                        | Velocidade             | 3:37.09        | 6º             | 3:34.5           | 1º               | 3:36.7    | 2º        | 3:45.5      | Medalha de bronze |
| Ronny Hafsås                                                          | 15 km livre            |                |                |                  |                  |           |           | 35:41.8     | 42º               |
| Eldar Rønning                                                         | Perseguição combinada  |                |                |                  |                  |           |           | 1:21:14.1   | 36º               |
| Odd-Bjørn Hjelmeset                                                   | Largada coletiva       |                |                |                  |                  |           |           | 2:06:08.3   | 17º               |
| Jens Arne Svartedal                                                   | Largada coletiva       |                |                |                  |                  |           |           | 2:07:32.5   | 23º               |
| Ola Vigen Hattestad                                                   | Velocidade             | 3:36.43        | 3º             | 3:37.8           | 1º               | 3:36.5    | 1º        | 3:50.0      | 4º                |
| Johan Kjølstad                                                        | Velocidade             | 3:36.65        | 5º             | 3:35.3           | 3º               | 3:35.9    | 5º        | Não avançou | Não avançou       |
| Øystein Pettersen                                                     | Velocidade             | 3:37.34        | 7º             | 3:36.9           | 1º               | 3:34.4    | 2º        | 4:56.2      | 6º                |
| Øystein Pettersen Petter Northug                                      | Velocidade por equipes |                |                |                  |                  | 18:48.5   | 2º        | 19:01.0     | Medalha de ouro   |
| Martin Johnsrud Sundby Odd-Bjørn Hjelmeset Lars Berger Petter Northug | Revezamento 4x10 km    |                |                |                  |                  |           |           | 1:45:21.3   | Medalha de prata  |

### Esqui estilo livre
Feminino
| Atleta                  | Evento    | Preliminar | Preliminar | Oitavas | Quartas     | Semifinal   | Final            | Final            |
| Atleta                  | Evento    | Tempo      | Pos.       | Posição | Posição     | Posição     | Posição          | Pos.             |
| ----------------------- | --------- | ---------- | ---------- | ------- | ----------- | ----------- | ---------------- | ---------------- |
| Hedda Berntsen          | Ski cross | 1:17.96    | 5º         | 1º      | 1º          | 1º          | 2º               | Medalha de prata |
| Julie Brendengen Jensen | Ski cross | 1:20.23    | 18º        | 1º      | 2º          | 4º          | Pequena final 4º | 8º               |
| Marte Høie Gjefsen      | Ski cross | 1:19.30    | 12º        | 2º      | 3º          | Não avançou | Não avançou      | Não avançou      |
| Gro Kvinlog Genlid      | Ski cross | 1:21.93    | 27º        | 3º      | Não avançou | Não avançou | Não avançou      | Não avançou      |

Masculino
| Atleta         | Evento    | Preliminar | Preliminar | Oitavas | Quartas     | Semifinal   | Final       | Final             |
| Atleta         | Evento    | Tempo      | Pos.       | Posição | Posição     | Posição     | Posição     | Pos.              |
| -------------- | --------- | ---------- | ---------- | ------- | ----------- | ----------- | ----------- | ----------------- |
| Audun Grønvold | Ski cross | 1:13.23    | 5º         | 1º      | 1º          | 1º          | 3º          | Medalha de bronze |
| Anders Rekdal  | Ski cross | 1:14.17    | 17º        | DNF     | Não avançou | Não avançou | Não avançou | Não avançou       |

### Hóquei no gelo
Masculino
| Equipe | Equipe | Fase de grupos                                            | Fase de grupos | Play-off               | Quartas-de-final       | Semifinal              | Final                  | Pos.        |
| Equipe | Equipe | Adversário e resultado                                    | Pos.           | Adversário e resultado | Adversário e resultado | Adversário e resultado | Adversário e resultado | Pos.        |
| --- | --- | --------------------------------------------------------- | -------------- | ---------------------- | ---------------------- | ---------------------- | ---------------------- | ----------- |
| Pål Grotnes André Lysenstøen Ruben Smith Alexander Bonsaksen Jonas Holøs Tommy Jakobsen Juha Kaunismäki Lars Erik Lund Ole-Kristian Tollefsen Mats Trygg Jonas Solberg Andersen Anders Bastiansen | Kristian Forsberg Mads Hansen Marius Holtet Lars Erik Spets Mathis Olimb Martin Røymark Per-Åge Skrøder Patrick Thoresen Tore Vikingstad Martin Laumann Ylven Mats Zuccarello Aasen | CAN Canadá D 0–8 USA Estados Unidos D 1–6 SUI Suíça D 4–5 | 4º (Gr. A)     | SVK Eslováquia D 3–4   | Não avançou            | Não avançou            | Não avançou            | Não avançou |

### Patinação de velocidade
Feminino
| Atleta       | Evento | Final   | Final |
| Atleta       | Evento | Tempo   | Pos.  |
| ------------ | ------ | ------- | ----- |
| Hege Bøkko   | 1000 m | 1:17.43 | 10º   |
| Hege Bøkko   | 1500 m | 1:59.52 | 14º   |
| Maren Haugli | 3000 m | 4:10.01 | 8º    |
| Maren Haugli | 5000 m | 7:02.19 | 5º    |

Masculino
| Atleta                    | Evento  | Final    | Final             |
| Atleta                    | Evento  | Tempo    | Pos.              |
| ------------------------- | ------- | -------- | ----------------- |
| Håvard Bøkko              | 1000 m  | 1:10.73  | 19º               |
| Håvard Bøkko              | 1500 m  | 1:46.13  | Medalha de bronze |
| Håvard Bøkko              | 5000 m  | 6:18.80  | 4º                |
| Håvard Bøkko              | 10000 m | 13:14.92 | 5º                |
| Henrik Christiansen       | 5000 m  | 6:24.80  | 8º                |
| Henrik Christiansen       | 10000 m | 13:25.65 | 7º                |
| Sverre Haugli             | 5000 m  | 6:27.05  | 10º               |
| Sverre Haugli             | 10000 m | 13:18.74 | 6º                |
| Mikael Flygind Larsen     | 1000 m  | 1:10.38  | 15º               |
| Mikael Flygind Larsen     | 1500 m  | 1:46.77  | 8º                |
| Christoffer Fagerli Rukke | 1000 m  | 1:12.31  | 35º               |
| Christoffer Fagerli Rukke | 1500 m  | 1:48.62  | 20º               |
| Fredrik van der Horst     | 1500 m  | 1:49.58  | 29º               |

| Equipe                                                                       | Evento                  | Quartas                   | Semifinal          | Final                                        | Final |
| Equipe                                                                       | Evento                  | Adversário Tempo          | Adversário Tempo   | Adversário Tempo                             | Pos.  |
| ---------------------------------------------------------------------------- | ----------------------- | ------------------------- | ------------------ | -------------------------------------------- | ----- |
| Håvard Bøkko Henrik Christiansen Fredrik van der Horst Mikael Flygind Larsen | Perseguição por equipes | KOR Coreia do Sul V -0.03 | CAN Canadá D +1.22 | Disputa pelo bronze NED Países Baixos D 0.55 | 4º    |

### Salto de esqui
| Atleta                                                      | Evento                  | Preliminar | Preliminar | 1ª rodada | 1ª rodada | Final  | Final  | Final             |
| Atleta                                                      | Evento                  | Pontos     | Pos.       | Pontos    | Pos.      | Pontos | Total  | Pos.              |
| ----------------------------------------------------------- | ----------------------- | ---------- | ---------- | --------- | --------- | ------ | ------ | ----------------- |
| Anders Bardal                                               | Pista normal individual | 122.5      | 21º        | 118.5     | 22º       | 124.0  | 242.5  | 18º               |
| Anders Bardal                                               | Pista longa individual  | 136.7      | 7º         | 100.7     | 24º       | 110.7  | 211.4  | 22º               |
| Tom Hilde                                                   | Pista normal individual | 132.0      | 10º        | 124.0     | 13º       | 128.0  | 252.0  | 12º               |
| Tom Hilde                                                   | Pista longa individual  | 135.7      | 8º         | 111.2     | 15º       | 116.7  | 227.9  | 11º               |
| Anders Jacobsen                                             | Pista normal individual | PQ         | PQ         | 123.5     | 15º       | 133.5  | 257.0  | 9º                |
| Anders Jacobsen                                             | Pista longa individual  | PQ         | PQ         | 199.4     | 9º        | 107.0  | 226.4  | 12º               |
| Johan Remen Evensen                                         | Pista longa individual  | 137.1      | 6º         | 109.3     | 17º       | 114.3  | 114.3  | 15º               |
| Bjørn Einar Romøren                                         | Pista normal individual | PQ         | PQ         | 120.5     | 19º       | 114.5  | 235.0  | 23º               |
| Anders Bardal Tom Hilde Johan Remen Evensen Anders Jacobsen | Pista longa por equipes |            |            | 504.0     | 3º        | 526.3  | 1030.3 | Medalha de bronze |

### Skeleton
| Atleta         | Evento   | 1ª corrida | 2ª corrida | 3ª corrida | 4ª corrida | Total   | Pos. |
| -------------- | -------- | ---------- | ---------- | ---------- | ---------- | ------- | ---- |
| Desiree Bjerke | Feminino | 56.48      | 55.28      | 55.34      | 55.26      | 3:42.36 | 17º  |

### Snowboard
Halfpipe
| Atleta         | Evento    | Qualificatória | Qualificatória | Qualificatória | Semifinal   | Semifinal   | Semifinal   | Final       | Final       | Final       |
| Atleta         | Evento    | Corrida 1      | Corrida 2      | Pos.           | Corrida 1   | Corrida 2   | Pos.        | Corrida 1   | Corrida 2   | Pos.        |
| -------------- | --------- | -------------- | -------------- | -------------- | ----------- | ----------- | ----------- | ----------- | ----------- | ----------- |
| Kjersti Buaas  | Feminino  | 20.6           | 21.8           | 22º            | Não avançou | Não avançou | Não avançou | Não avançou | Não avançou | Não avançou |
| Linn Haug      | Feminino  | 11.5           | 12.8           | 27º            | Não avançou | Não avançou | Não avançou | Não avançou | Não avançou | Não avançou |
| Lisa Wiik      | Feminino  | 23.0           | 26.5           | 19º            | Não avançou | Não avançou | Não avançou | Não avançou | Não avançou | Não avançou |
| Fredrik Austbø | Masculino | DNS            | DNS            | DNS            | Não avançou | Não avançou | Não avançou | Não avançou | Não avançou | Não avançou |
| Tore Holvik    | Masculino | 23.1           | 19.6           | 16º            | Não avançou | Não avançou | Não avançou | Não avançou | Não avançou | Não avançou |
| Roger Kleivdal | Masculino | 15.7           | 18.4           | 16º            | Não avançou | Não avançou | Não avançou | Não avançou | Não avançou | Não avançou |
| Ståle Sandbech | Masculino | 9.1            | 20.1           | 14º            | Não avançou | Não avançou | Não avançou | Não avançou | Não avançou | Não avançou |

Snowboard cross
| Atleta             | Evento    | Preliminar | Preliminar | Oitavas | Quartas     | Semifinal   | Final       | Final       |
| Atleta             | Evento    | Pontos     | Pos.       | Posição | Posição     | Posição     | Posição     | Pos.        |
| ------------------ | --------- | ---------- | ---------- | ------- | ----------- | ----------- | ----------- | ----------- |
| Helene Olafsen     | Feminino  | 1:26.94    | 5º         |         | 2º          | 1º          | 4º          | 4º          |
| Joachim Havikhagen | Masculino | 1:23.87    | 25º        | 3º      | Não avançou | Não avançou | Não avançou | Não avançou |
| Stian Sivertzen    | Masculino | 1:23.80    | 24º        | 4º      | Não avançou | Não avançou | Não avançou | Não avançou |

Legenda
| Recorde mundial      | Recorde mundial (World record)               |                       | Recorde africano                      | Recorde africano (African) |                                           | Q | Classificado por posição (Qualified) |
| Recorde olímpico     | Recorde olímpico (Olympic record)            | Recorde da América    | Recorde da América (Americas)         | q                          | Classificado por melhor tempo (Qualified) |   |                                      |
| Melhor marca do ano  | Melhor marca do ano (World leading)          | Recorde asiático      | Recorde asiático (Asian)              | DNS                        | Não largou (Did not start)                |   |                                      |
| Recorde nacional     | Recorde nacional (National record)           | Recorde europeu       | Recorde europeu (European)            | DNF                        | Não terminou (Did not finish)             |   |                                      |
| Recorde pessoal      | Recorde pessoal do atleta (Personal best)    | Recorde da Oceania    | Recorde da Oceania (Oceania)          | DSQ / DQ                   | Desclassificado (Disqualified)            |   |                                      |
| Recorde da temporada | Recorde da temporada do atleta (Season best) | Recorde sul-americano | Recorde sul-americano (South America) | NM                         | Sem marca (No mark)                       |   |                                      |